# Ammortamento
In economia l'ammortamento è un procedimento contabile con il quale un costo pluriennale di un bene viene ripartito tra gli esercizi di vita utile del bene stesso, facendolo partecipare per quote alla determinazione del reddito dei singoli esercizi.

## Descrizione
Quando un'azienda acquista un bene destinato ad essere utilizzato per più anni (ad es. un macchinario), il relativo costo sostenuto viene ripartito in funzione del numero di anni per l'acquisto in tante quote quanti sono gli esercizi nei quali il macchinario sarà presumibilmente impiegato. Se così non fosse il costo verrebbe imputato interamente all'esercizio in cui viene acquistato, disattendendo il principio della competenza economica dei componenti reddituali.
In Italia la procedura dell'ammortamento è prescritta dal codice civile (art. 2426 c.c.) ai fini della redazione del bilancio d'esercizio. Quindi l'ammortamento è il piano di restituzione graduale di un debito mediante il pagamento periodico di rate. 
In particolare, il piano di ammortamento è un prospetto che indica, per ogni periodo di rimborso (mese, trimestre, semestre), l'importo delle rate (suddiviso in quota capitale e quota interessi), il debito estinto e il capitale residuo (parte di capitale che il debitore deve ancora versare).
Altra cosa è l'ammortamento dettato dal legislatore fiscale, il quale si applica in sede di determinazione della base imponibile ai fini della liquidazione delle imposte.
Quello civilistico è libero (a parte qualche limitazione data dal codice civile per quanto riguarda l'avviamento); quello fiscale deve essere determinato in base a precise aliquote di ammortamento previste dal fisco (pubblicate con decreto ministeriale ogni anno), che indicano la quota massima deducibile ai fini della determinazione del reddito d'impresa fiscalmente imponibile. Molto spesso le aziende ritengono le aliquote fiscali adeguate anche sul piano civilistico e le utilizzano, ma lo fanno per libero arbitrio.

### Caratteristiche
Gli ammortamenti possono essere di diversa natura. A seconda dell'oggetto dell'ammortamento si distingue in:
- immobilizzazioni materiali: insieme di tutti i fattori produttivi ad utilità pluriennale fisicamente tangibili (ad esempio, fabbricati, macchinari, impianti, automezzi, attrezzature industriali e commerciali, computer, mobili d'ufficio ecc.);
- immobilizzazioni immateriali: insieme di tutti i fattori produttivi ad utilità pluriennale non fisicamente tangibili (ad esempio, brevetti e marchi, diritti di utilizzo di opere dell'ingegno, concessioni governative, costi di ricerca & sviluppo, ecc.).

Tali beni e servizi vengono acquistati o prodotti in economia dall'impresa in un determinato esercizio, ma vengono usati in più esercizi.
Solitamente, nella prassi, per le immobilizzazioni materiali si applica il cosiddetto "metodo indiretto", che fa uso del fondo ammortamento; per le immobilizzazioni immateriali si applica il "metodo diretto'", che consiste nel portare direttamente in deduzione dal costo storico del bene pluriennale le quote d'ammortamento.
Il D. lgs. n. 223/2006 art. 36, recepito nel principio contabile OIC 16, ha reso fiscalmente indeducibile l'ammortamento delle aree occupate da costruzioni, per cui l'ammortamento delle immobilizzazioni materiali dovrebbe essere limitato al valore dei fabbricati strumentali -per natura e destinazione-, escludendo quello delle pertinenze e dei terreni che generalmente non subiscono degrado ed hanno vita utile illimitata. Il valore delle aree di sedime può essere stimato con una percentuale forfettaria (es. 20%) del costo complessivo del fabbricato, in base alle aggiornate stime sociali.

### Ammortamento economico
Ammortamento economico è una situazione in cui il valore della proprietà diminuisce per motivi che nulla hanno a che fare con la qualità della proprietà stessa. Come conseguenza del deprezzamento, la proprietà non può più essere messa sul mercato allo stesso valore di cui un tempo godeva. Ciò influisce negativamente sulla capacità di ottenere un mutuo sulla proprietà, o anche un prestito di denaro utilizzando la proprietà come garanzia. Qualora il proprietario scelga di vendere l'immobile, vi è la possibilità che possa subire una perdita, qualora l'ammortamento economico fosse così grave da far sì che il prezzo di mercato scenda al di sotto dell'importo originariamente pagato per la suddetta proprietà. In molti casi, l'ammortamento economico non comporta cambiamenti nell'integrità della proprietà stessa. Gli edifici su un tratto di terra possono essere ancora robusti e mantenere invariati tutti i benefici che erano disponibili in precedenza, in termini di comfort, efficienza energetica, eccetera.
L'ammortamento avviene a causa di uno o più fattori che coinvolgono la zona intorno alla proprietà del terreno, che la hanno resa meno desiderabile, e quindi meno attraente per i potenziali acquirenti.
Ci sono due ragioni comuni per cui l'ammortamento economico degli immobili avviene. La prima ha a che fare con un calo generale nella zona che circonda la proprietà. Ciò può verificarsi a causa di uno spostamento della desiderabilità di un quartiere residenziale, a volte causata dal fatto che persone di una fascia economica più agiata abbiano scelto di spostarsi fuori della zona, facendo sì che persone appartenenti ad una fascia economica inferiore si spostino nell'area. Questo tipo di cambiamento può avvenire anche attraverso lo sviluppo di nuove aree residenziali che attirano l'attenzione dei compratori, ad esempio a causa della loro vicinanza ai centri commerciali o finanziari.
Di conseguenza, la mancanza di domanda di immobili nel quartiere, forza ad abbassarne il valore. L'ammortamento economico a volte può avvenire a causa di modifiche nella zonizzazione per una data area. Ad esempio, se un'area è suddivisa in zone per uso residenziale, ma tale suddivisione in zone viene successivamente modificata per consentire l'insediamento di imprese commerciali, questo può causare il deprezzamento di alcune proprietà, dovuto al fatto che tratti di abitazioni siano sostituite da grandi imprese o fabbriche. In questi casi il rezoning rende la zona meno desiderabile per chi desidera pace e tranquillità alla fine della giornata, e ciò deprezza il valore di tali immobili residenziali.
Per impianti e macchinari acquisiti in leasing la durata dell'ammortamento è il minimo tra la vita utile e la durata del contratto.
La manutenzione ordinaria è interamente imputata a conto economico nel corso dell'esercizio, mentre è capitalizzata sui cespiti relativi con ammortamento pluriennale ogni spesa incrementativa destinata al prolungamento della loro vita utile.

### Calcolo delle quote di ammortamento
Per ciascun bene ammortizzabile è deducibile una quota di ammortamento non superiore a quella risultante dall'applicazione al costo del bene del coefficiente di ammortamento stabilito con decreto del ministro dell'economia e delle finanze. I coefficienti sono stabiliti tenendo conto di due fattori:
- il settore di attività in cui opera l'impresa.
- la categoria cui appartiene il bene.

L'ammortamento così calcolato prende il nome di ammortamento ordinario.
Nel calcolo delle quote per mezzo del piano di ammortamento, occorre considerare:
- il costo storico di acquisizione del bene, che comprende anche eventuali oneri accessori.
- il valore presunto di realizzo al termine della durata utile del bene per l'azienda, che è spesso uguale a zero.
- il valore da ammortizzare, dato dalla differenza fra il valore storico ed il presunto valore di realizzo.
- la vita utile del bene espressa in anni o in mesi viene ipotizzata sulla base della sua durata fisica e della sua utilità tecnico-economica.
- il criterio di suddivisione nel tempo delle quote da ammortizzare; esistono diversi criteri di ripartizione delle quote (matematici a quote costanti o decrescenti, elastici in base alle effettive esigenze aziendali, economici fissati di anno in anno in base alla residua possibilità di futuro utilizzo del bene).

Esempio di determinazione della quota di ammortamento
A fine esercizio un'impresa commerciale ammortizza i fabbricati, del costo storico di 780000 €, applicando il coefficiente di ammortamento 3%; il costo delle aree occupate delle costruzioni è pari a 195000 €.
Il valore da ammortizzare è dato dalla differenza tra il costo storico dei fabbricati ed il costo delle aree occupate dalle costruzioni:
€ (780 000-195 000)= 585000 € (valore da ammortizzare)
Moltiplicando il valore da ammortizzare per il coefficiente di ammortamento, si ottiene la quota di ammortamento di competenza all'esercizio:
€ (585 000*3%)= 17550 € (quota ammortamento)

## Finanza
In finanza, per ammortamento si intende il processo con il quale il debitore restituisce il capitale preso a prestito e gli interessi maturati sul debito.
Il capitale mutuato S viene diviso in quote di capitale a cui vengono aggiunti gli interessi, la somma dà la rata di ammortamento da corrispondere in epoche solitamente equintervallate.
Le rate di ammortamento comprendono una quota di capitale e una di interessi:
R = QC + I
Dove:
- QC è la quota capitale;
- I è l'interesse.

L'equazione di equivalenza tra la prestazione del mutuante e la prestazione del mutuatario, in Regime di Interesse composto, è la seguente (equazione di chiusura finanziaria):
{\displaystyle S=\sum _{k=0}^{n}R_{k}(1+i)^{-k}}
Inoltre deve sussistere il vincolo (chiusura elementare):
{\displaystyle S=\sum _{k=0}^{n}C_{k}}
Il debito residuo, {\displaystyle D_{k}} è definito come le quote capitale ancora da corrispondere dopo il pagamento di una rata:
{\displaystyle D_{k}=S-\sum _{j=0}^{k}C_{j}}
Cioè il debito residuo è uguale alla differenza tra il capitale mutuato e la somma delle quote capitale già corrisposte.
Il valore attuale delle rate ancora da versare, cd. valore residuo, si calcola in base ad un tasso di valutazione che di solito è diverso dal tasso d'interesse del prestito ed è legato ai tassi vigenti al momento della valutazione.
{\displaystyle \ V_{t}=\sum _{k>t}R_{k}(1+i_{1})^{-(k-t)}}
dove {\displaystyle i_{1}} è il tasso di valutazione.
Nel valore residuo possiamo distinguere due componenti:
- la nuda proprietà, calcolata come valore attuale delle quote capitale ancora da versare

{\displaystyle \ P_{t}=\sum _{k>t}C_{k}(1+i_{1})^{-(k-t)}}
- l'usufrutto, cioè il valore attuale delle quote d'interesse future

{\displaystyle \ U_{t}=\sum _{k>t}I_{k}(1+i_{1})^{-(k-t)}}
Naturalmente vale la condizione:
{\displaystyle V_{t}=P_{t}+U_{t}}
Può essere utile tale suddivisione quando il capitale prestato viene affidato ad operatori diversi.
Per i piani di ammortamento a rata costante e tasso variabile, può verificarsi il fenomeno dell'ammortamento negativo, quando gli interessi di mercato crescono a un livello tale che la quota interessi è superiore all'ammontare della stessa rata. In questi casi, la quota capitale tende a zero e il debito non viene mai estinto, a meno di una revisione del piano di ammortamento.

### Alcune tecniche di ammortamento
Il piano di ammortamento di un prestito è la specificazione di una successione di tempi, quote di capitali {\displaystyle C_{k}}, e quote di interessi {\displaystyle I_{k}}, rivolti al rimborso di un prestito. Esistono varie tecniche di ammortamento:
- Ammortamento a rate posticipate
- Ammortamento a rate anticipate
- Ammortamento con anticipazione degli interessi
- Ammortamento con quote capitali costanti (italiano)
- Ammortamento con quote capitali costanti (tedesco)
- Ammortamento a rate costanti (francese)
- Ammortamento con quote di accumulazione a due tassi (americano)
- Regola del 78